# Lena Marcusson
Lena Margareta Marcusson (f. Hirschfeldt), född 11 april 1946 i Bromma, är en svensk jurist som är professor emerita i förvaltningsrätt vid Uppsala universitet. Hon är dotter till förre chefredaktören för Upsala Nya Tidning (UNT), Lennart Hirschfeldt och syster till Johan Hirschfeldt
Lena Marcusson studerade vid Uppsala universitet, där hon tog jur.kand. 1975. Hon doktorerade 1989, blev professor 1994, allt vid Uppsala universitet. Mellan 1997 och 2006 var hon prorektor för Uppsala universitet.
Lena Marcusson var 1998–2006 Inspektor för Stockholms nation i Uppsala.
År 2006 invaldes hon i Kungl. Vetenskapssamhället i Uppsala, där hon 2018 utsågs till preses. Sedan 2010 tillhör hon Kungliga Vetenskapsakademien. År 2012 utnämndes hon till hedersdoktor vid Lapplands universitet och år 2016 till politices hedersdoktor vid Åbo Akademi.
Marcusson var en av ledamöterna i den oberoende granskningskommission, bestående av professorerna Erik Amnå (ordförande), Marcusson och Barbara Czarniawska, som tillsattes 2012 av Göteborgs kommun för att utreda orsaker till den så kallade Muthärvan i Göteborg. I juni 2013 presenterade kommissionen sin rapport Tillitens gränser, där det framfördes kritik mot politiker och tjänstemän och också kopplade oegentligheterna till den så kallade Göteborgsandan.
Lena Marcusson är gift med Sten Marcusson.